# Thomas Streimelweger

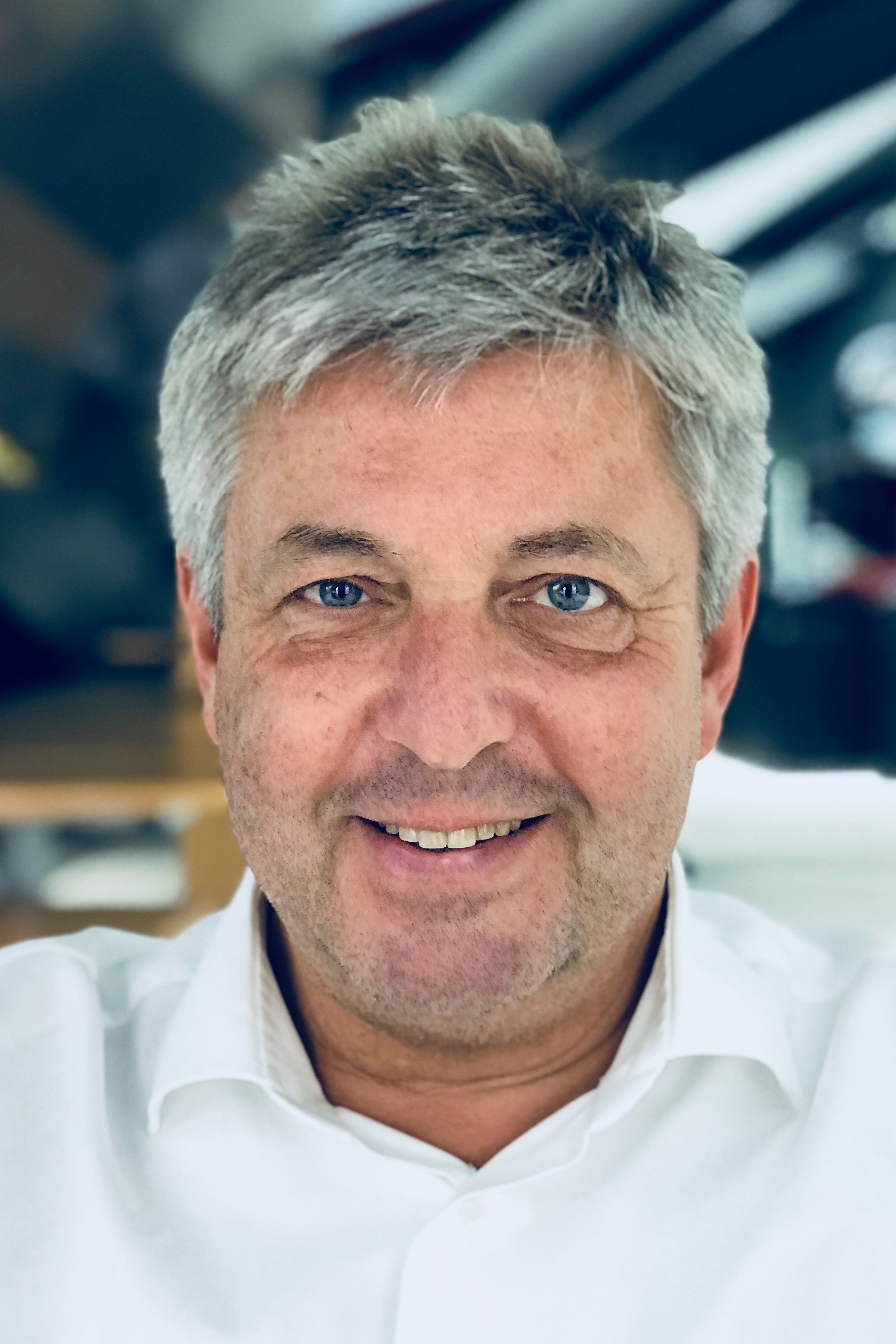
Thomas Streimelweger (2023)

Thomas Streimelweger ist ein Österreichischer Unternehmer und Investor in den Bereichen Software und Life Sciences. Er ist Gründer und CEO von red-stars.com data AG, einer privaten Hightech-Investment- und Holdinggesellschaft.

## Leben
Streimelweger besitzt einen Hochschulabschluss in Elektrotechnik und absolvierte ein Studium der Betriebswirtschaftslehre an der Wirtschaftsuniversität Wien. Vor der Finanzkrise 2008 betrieb Streimelweger einen quantitativen Hedgefonds.
Er gründete die S&T AG (später fusioniert mit der Kontron AG), einen IT-Integrator in Osteuropa, den er 1998 an die EASDAQ/NASDAQ Europe brachte. Seine Investitionen konzentrieren sich auf frühphasige B2B-SaaS-Unternehmen in den Bereichen Telekommunikations-/Konnektivitätsmanagement, elektronischer Datenaustausch, Cloud-Migration und Life Sciences. Streimelweger ist ein unternehmerische tätig im Bereich Langlebigkeit sowie Plattformen zur Medikamentenentwicklung, basierend auf menschlichen Gehirn- und Herz-Organoiden, die aus iPS-Zellen gewonnen werden.
Streimelweger ist verheiratet und hat vier Kinder.

## Auszeichnungen und Ehrungen
Von 1996 bis 2002 diente Streimelweger als Diplomat für den Souveränen Malteserorden. Im Jahr 2007 wurde Thomas Streimelweger mit dem Großen Ehrenzeichen für Verdienste um die Republik Österreich ausgezeichnet.